# Eiskeller (Weildorf)

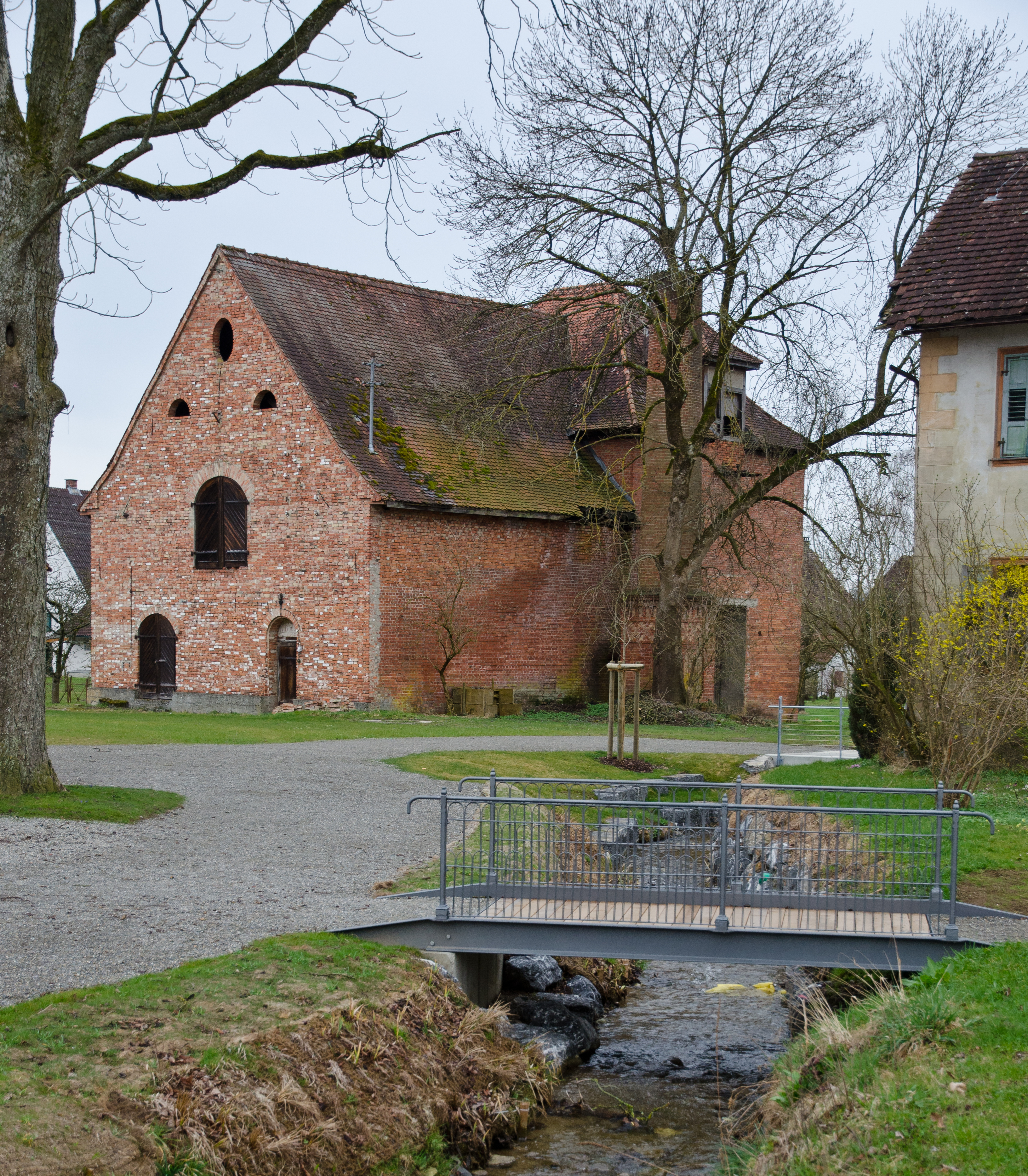
Eiskeller in Weildorf

Der Eiskeller in Weildorf, einem Ortsteil der Gemeinde Salem im Bodenseekreis in Baden-Württemberg, wurde 1899 errichtet. Der Eiskeller an der Heiligenbergerstraße 129 ist ein geschütztes Baudenkmal.

## Geschichte
Der Eiskeller liegt in der Ortsmitte von Weildorf, hinter der historischen Kegelbahn, die vor ein paar Jahren saniert wurde. Der Eiskeller war ein Teil der Brauerei Adler, die nach einem Brand nicht mehr aufgebaut wurde. 

## Beschreibung
Das Gebäude besteht aus zwei Baukörpern. Ein 12,25 m breiter und 11,40 m tiefer östlicher Teil wird von einem Satteldach gedeckt. Der schmalere, quer gerichtete und 9,40 m tiefe westliche Teil hat ein Walmdach mit Traufkante. Das Dach ist mit Biberschwanz-Ziegeln gedeckt. Die Fassaden des Gebäudes sind backsteinsichtig.